# Kongregacja chełmińska
Kongregacja chełmińska – nieistniejąca kongregacja benedyktyńska zrzeszająca większość klasztorów mniszek benedyktynek na ziemiach Rzeczypospolitej Obojga Narodów. Powstała z inicjatywy matki Magdaleny Mortęskiej. W jej skład weszły klasztory ufundowane przez macierzyste opactwo w Chełmnie lub jego filie, a także te, które powstały niezależnie, a przyjęły odnowioną regułę chełmińską.

## Historia
W okresie Reformacji klasztory benedyktynek na ziemiach polskich znalazły się w kryzysie. Odnowa życia zakonnego nastąpiła dzięki działaniom sługi Bożej matki Magdaleny Mortęskiej. 4 czerwca 1579 złożyła ona śluby wieczyste w opactwie benedyktynek w Chełmnie. Już kilka dni później, 11 czerwca, wybrano ją na ksienię tego klasztoru. Znajdował się on w rozsypce. Mieszkało w nim zaledwie kilka mniszek. Zalążkiem nowej wspólnoty stały się oprócz Mortęskiej jej dwie służące, które razem z nią złożyły śluby.
Matka Magdalena doprowadziła do przyjęcia przez klasztor zreformowanej przez siebie Reguły św. Benedykta. Położyła w niej szczególny nacisk na życie modlitewne, a także wykształcenie mniszek. Miały się one również zajmować edukacją dziewcząt z rodzin szlacheckich. Odnowiona reguła szybko przyciągnęła do opactwa dużą liczbę nowicjuszek, dzięki czemu w krótkim czasie udało się ufundować nowe klasztory. W 1589 mniszki z Chełmna przejęły od cysterek opactwo w Żarnowcu. W 1591 powstał klasztor w Nieświeżu, ufundowany przez Mikołaja Krzysztofa Radziwiłła. Stał się on zalążkiem wielu klasztorów na ziemiach Wielkiego Księstwa Litewskiego. W 1602 założono klasztor w Bysławku. W 1604 regułę i zwierzchnictwo chełmińskie przyjął klasztor we Lwowie. W kolejnych latach powstały następne fundacje, przez co kongregacja liczyła ponad 20 klasztorów. Z inicjatywy matki Mortęskiej powstało także seminarium duchowne w Poznaniu, kształcące kapelanów dla odnowionych klasztorów.
Zreformowana reguła uzyskała akceptację kurii rzymskiej w 1605, a w 1606 została oficjalne zatwierdzenie przez biskupa chełmińskiego Wawrzyńca Gembickiego. Klasztory połączone wspólną regułą utworzyły kongregację pod przewodnictwem ksieni chełmińskiej. Niezależność od niej zachowało tylko opactwo w Staniątkach i jego istniejąca przejściowo fundacja w Krakowie. Rozwój nowych fundacji został zahamowany przez epidemię oraz wojnę ze Szwecją z lat 1626–1629.
W wyniku zaborów klasztory Kongregacji nalazły się w kilku państwach, co znacząco utrudniało współpracę między klasztorami i faktycznie pozbawiły opactwo w Chełmnie jakiejkolwiek kontroli nad nimi. Większość z nich została stopniowo skasowana na skutek antypolskiej i antykościelnej polityki zaborców. Po odzyskaniu przez Polskę niepodległości, sześć klasztorów, które przetrwało, utworzyło w 1933 nową, istniejącą do dziś Kongregację Niepokalanego Poczęcia, co ostatecznie położyło kres historii Kongregacji chełmińskiej.

## Klasztory

Klasztory benedyktynek należące do Kongregacji chełmińskiej, na tle granic Rzeczypospolitej Obojga Narodów z 1619

Poniższa lista przedstawia klasztory należące do Kongregacji chełmińskiej, wraz z ich filiacjami. Finalnie w jej skład weszły wszystkie 22 klasztory benedyktynek na ziemiach polskich, z wyjątkiem opactwa w Staniątkach i jego filii w Krakowie. Większość klasztorów została skasowana przez zaborców w XIX w.
- Chełmno – odnowiony w 1579, skasowany w 1822
  - Toruń – odnowiony w 1579, skasowany w 1833
    - Drohiczyn – ufundowany w 1623, skasowany w 1856
    - Radom – ufundowany w 1627, skasowany w 1810
    - Łomża – ufundowany w 1628
    - Grudziądz – ufundowany w 1631, skasowany w 1836

  - Żarnowiec – ufundowany w 1589, skasowany w 1834
  - Nieśwież – ufundowany w 1591, skasowany w 1877
    - Wilno – ufundowany w 1622
      - Kroże – ufundowany w 1643, skasowany w 1894

    - Kowno – ufundowany w 1625
    - Mińsk – ufundowany w 1631, skasowany w 1871
    - Smoleńsk (Słonim) – ufundowany w 1638, w 1669 przeniesiony do Słonima; tamtejszy klasztor skasowany w 1850
    - Orsza – ufundowany w 1640, funkcjonował do ok. 1682, kiedy to mniszki dołączyły do klasztoru w Mińsku

  - Bysławek – ufundowany w 1602, skasowany w 1852
  - Poznań – ufundowany w 1608, skasowany w 1834
  - Jarosław – ufundowany w 1611, skasowany w 1782
    - Przemyśl – ufundowany w 1629

  - Sandomierz – ufundowany w 1615, skasowany w 1903
  - Sierpc – ufundowany w 1624, skasowany w 1892
  - Lwów – ufundowany w 1596, w 1604 podporządkowany opactwu w Chełmnie
  - Lwów – klasztor obrządku ormiańskiego, ufundowany w 1688, przyjął od założenia regułę chełmińską